# Motor imóvel

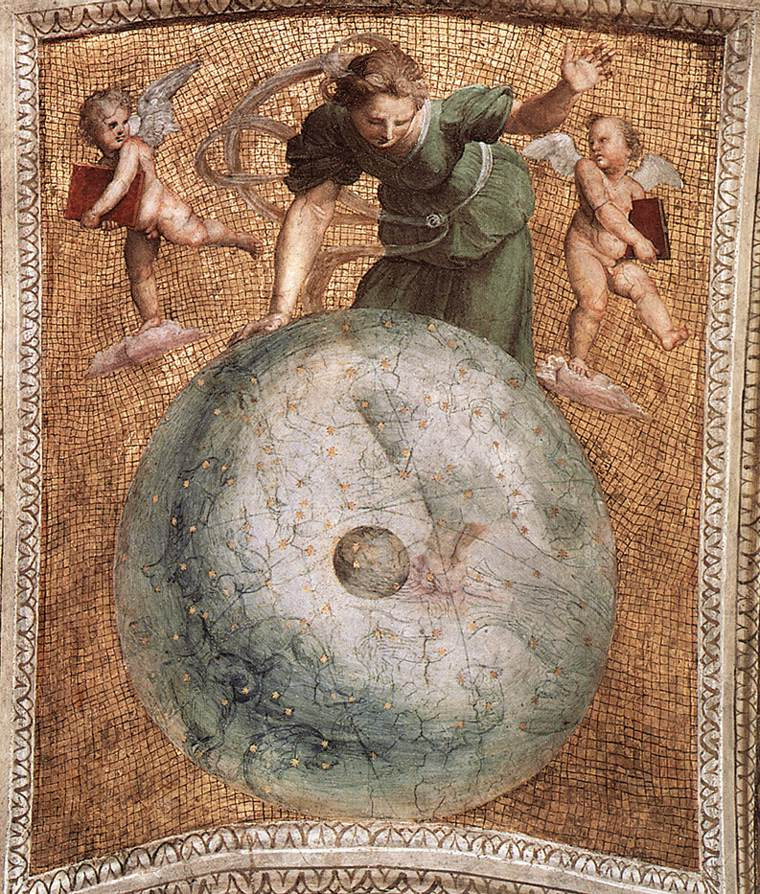
O Primeiro motor por Rafael Sanzio

O motor imóvel (em grego clássico: ὃ οὐ κινούμενον κινεῖ; romaniz.: ho ou kinoúmenon kineî – trad.: “aquilo que move sem ser movido”) ou primeiro motor (em latim: primum movens) é um conceito avançado por Aristóteles como causa primária (ou primeira causa não causada) ou "motor" de todo o movimento no universo. Como está implícito no nome, o "motor imóvel" move outras coisas, mas não é movido por nenhuma ação anterior. No livro 12 (em grego:  Λ) de sua Metafísica, Aristóteles descreve o motor imóvel como sendo perfeitamente belo, indivisível e contemplando apenas a contemplação perfeita: autocontemplação. Ele iguala esse conceito também ao intelecto ativo. Esse conceito aristotélico teve suas raízes nas especulações cosmológicas dos primeiros filósofos pré-socráticos gregos e tornou-se altamente influente e amplamente utilizado na filosofia e teologia medievais. São Tomás de Aquino, por exemplo, elaborou sobre o motor imóvel nas Quinque viae.

## Primeira filosofia
Aristóteles argumenta, no livro 8 da Física e no livro 12 da Metafísica, "que deve haver um ser imortal e imutável, responsável por toda a integridade e ordem no mundo sensível".
Na Física (VIII 4-6), Aristóteles encontra "dificuldades surpreendentes" ao explicar até mesmo mesmo mudanças comuns e, em apoio à sua abordagem da explicação por quatro causas, ela exigia "uma boa quantidade de maquinário técnico". Essa "maquinaria" inclui potencialidade e atualidade, hilomorfismo, teoria das categorias e "um argumento audacioso e intrigante, segundo o qual a simples existência de mudança requer a postulação de uma primeira causa, um motor imóvel cuja existência necessária sustenta a incessante atividade do mundo do movimento". A "primeira filosofia" de Aristóteles, ou Metafísica ("além da Física"), desenvolve sua teologia peculiar do primeiro motor, como πρῶτον κινοῦν ἀκίνητον: uma substância imaterial imutável, eterna, divina e independente.

### Esferas celestes
Aristóteles adotou o modelo geométrico de Eudoxo de Cnido para fornecer uma explicação geral da aparente perambulação dos planetas clássicos decorrentes de movimentos circulares uniformes das esferas celestes. Enquanto o número de esferas no modelo em si estava sujeito a alterações (47 ou 55), o relato de Aristóteles sobre o éter, e sobre a potencialidade e a atualidade, exigia um motor imóvel individual para cada esfera.

### Causa final e causa eficiente
Simplício argumenta que o primeiro motor imóvel é uma causa não apenas no sentido de ser uma causa final - que todos em seus dias, como nos nossos, aceitariam - mas também no sentido de ser uma causa eficiente (1360. 24ff.), e seu mestre Amônio escreveu um livro inteiro defendendo a tese (ibid. 1363. 8–10). Os argumentos de Simplício incluem citações das visões de Platão no "Timeu" - evidência não relevante para a discussão, a menos que alguém acredite na harmonia essencial de Platão e Aristóteles - e inferências de observações aprovadoras que Aristóteles faz sobre o papel de "Nous" em Anaxágoras, que exige muita leitura nas entrelinhas. Mas ele ressalta, com razão, que o motor imóvel se encaixa na definição de uma causa eficiente - "daí a primeira fonte de mudança ou repouso" (Phys. II. 3, 194b29-30; Simpl. 1361. 12ff.). Os exemplos que Aristóteles aduz obviamente não sugerem uma aplicação ao primeiro motor imóvel, e é pelo menos possível que Aristóteles tenha originado sua distinção quádrupla sem referência a uma tal entidade. Mas a verdadeira questão é se, dada sua definição de causa eficiente, ela inclui o motor imóvel, querendo ou não. Um fato curioso permanece: que Aristóteles nunca reconheceu o fato alegado de que o motor imóvel é uma causa eficiente (um problema do qual Simplício está bem ciente: 1363. 12–14)...— D. W. Graham, Physics
Apesar de sua aparente função no modelo celeste, os motores imóveis eram uma causa final, não uma causa eficiente para o movimento das esferas; eles eram apenas uma inspiração constante e, mesmo que tomados como uma causa eficiente justamente por serem uma causa final, a natureza da explicação é puramente teleológica.

### Teologia de Aristóteles
Dizia-se que os motores imóveis, se estivessem em algum lugar, preenchiam o vazio exterior, além da esfera de estrelas fixas:

É claro, então, que não há lugar, nem vazio, nem tempo, fora do céu. Portanto, o que quer que esteja lá é de natureza a não ocupar lugar algum, nem o tempo o envelhece; nem há mudança em nada que esteja além do movimento mais externo; eles continuam por toda a sua duração inalteráveis e sem modificações, vivendo a melhor e mais autossuficiente das vidas ... Da [realização de todo o céu] derivam o ser e a vida que outras coisas, algumas mais ou menos articuladas, mas outras fracamente, desfrutam".— Aristóteles, De Caelo, I.9, 279 a17-30
Os motores imóveis são, eles próprios, substância imaterial (seres separados e individuais), não tendo partes nem magnitude. Como tal, seria fisicamente impossível para eles mover objetos materiais de qualquer tamanho empurrando, puxando ou colidindo. Como a matéria é, para Aristóteles, um substrato no qual um potencial de mudança pode ser atualizado, toda e qualquer potencialidade deve ser atualizada em um ser eterno, mas que não deve ser parado, porque a atividade contínua é essencial para todas as formas de vida. Essa forma imaterial de atividade deve ser de natureza intelectual e não pode depender da percepção sensorial para permanecer uniforme; portanto, a substância eterna deve pensar apenas no próprio pensamento e existir fora da esfera estrelada, onde até a noção de lugar é indefinida para Aristóteles. Sua influência sobre seres inferiores é puramente o resultado de uma "aspiração ou desejo", e cada esfera celeste etérica emula um dos motores imóveis, da melhor maneira possível, por movimento circular uniforme. O primeiro céu, a esfera mais externa das estrelas fixas, é movido pelo desejo de imitar o primeiro motor (primeira causa), em relação a quem os motores subordinados sofrem uma dependência acidental.
Muitos dos contemporâneos de Aristóteles reclamaram que deuses abstraídos e impotentes são insatisfatórios. No entanto, era uma vida que Aristóteles endossou com entusiasmo como a mais invejável e perfeita, a base sem enfeites da teologia. Como toda a natureza depende da inspiração dos eternos motores imóveis, Aristóteles estava preocupado em estabelecer a necessidade metafísica dos movimentos perpétuos dos céus. É através da ação sazonal do Sol sobre as esferas terrestres que os ciclos de geração e corrupção dão origem a todo movimento natural como causa eficiente. O intelecto, nous, "ou qualquer outra coisa que se pensa que nos governa e nos conduz pela natureza, e que tenha conhecimento do que é nobre e divino" é a atividade mais alta, de acordo com Aristóteles (contemplação ou pensamento especulativo, theōrētikē). É também a atividade mais sustentável, agradável e autossuficiente; algo que visa a si próprio. (Ao contrário da política e da guerra, ela não envolve fazer coisas que preferimos não fazer, mas algo que fazemos à vontade.) Esse objetivo não é estritamente humano; alcançá-lo significa viver de acordo não com os pensamentos mortais, mas com algo imortal e divino que existe nos seres humanos. Segundo Aristóteles, a contemplação é o único tipo de atividade feliz que não seria ridícula de imaginar os deuses tendo. Na psicologia e biologia de Aristóteles, o intelecto é a alma (veja também eudaimonia).

### Primeira causa
No livro VIII de sua Física, Aristóteles examina as noções de mudança ou movimento e tenta mostrar, por um argumento desafiador, que a mera suposição de um "antes" e um "depois" requer um primeiro princípio. Ele argumenta que, no começo, se o cosmos tivesse acontecido, faltaria um estado antecedente ao seu primeiro movimento e, como Parmênides disse,  "nada vem do nada". O argumento cosmológico, posteriormente atribuído a Aristóteles, tira a conclusão de que Deus existe. No entanto, se o cosmos tivesse um começo, argumentou Aristóteles, seria necessária uma primeira causa eficiente, uma noção que Aristóteles adotou para demonstrar uma falha crítica. 
 Mas é uma suposição errada supor universalmente que temos um primeiro princípio adequado em virtude do fato de que algo sempre é assim ... Assim, Demócrito reduz as causas que explicam a natureza ao fato de que as coisas aconteceram no passado da mesma maneira que acontecem agora: mas ele não acha adequado buscar um primeiro princípio para explicar isso 'sempre' ... Conclua isso o que temos a dizer em apoio à nossa afirmação, de que nunca houve um tempo em que não houve movimento e nunca haverá momento em que não haverá movimento. (Física VIII, 2) 
 O objetivo do argumento cosmológico de Aristóteles, de que pelo menos um motor imóvel eterno deve existir, é apoiar a mudança cotidiana. 
 Das coisas que existem, as substâncias são as primeiras. Mas se as substâncias podem, então todas as coisas podem perecer... e, no entanto, o tempo e a mudança não podem. Agora, a única mudança contínua é a do lugar, e a única mudança contínua de lugar é o movimento circular. Portanto, deve haver um eterno movimento circular e isso é confirmado pelas estrelas fixas que são movidas pela substância real eterna que é puramente real. 
 Na estimativa de Aristóteles, uma explicação sem a atualidade e a potencialidade temporais de uma cadeia locomotiva infinita é necessária para um cosmos eterno sem começo nem fim: uma substância eterna imóvel para a qual o Primum Mobile gira diurnamente e por onde todos os ciclos terrestres são dirigidos: dia e noite, as estações do ano, a transformação dos elementos e a natureza das plantas e dos animais.

## Substância e mudança
Aristóteles começa descrevendo a substância, da qual ele diz que existem três tipos: a sensível, que é subdividida no perecível, que pertence à física, e a eterna, que pertence a "outra ciência". Ele observa que a substância sensível é mutável e que existem vários tipos de mudança, incluindo qualidade e quantidade, geração e destruição, aumento e diminuição, alteração e movimento. A mudança ocorre quando um determinado estado se torna algo contrário a ele: ou seja, o que existe potencialmente vem a existir atualmente. (Consulte Potencialidade e atualidade.) Portanto, "uma coisa [pode vir a ser], aliás, daquilo que não é, [e] também todas as coisas saem daquilo que é, mas que é potencialmente, e não é atualmente". Aquilo pelo qual algo é mudado é o motor, o que é mudado é a matéria, e o modo em que é mudado é a forma.
A substância é necessariamente composta de diferentes elementos. A prova disso é que existem coisas que são diferentes umas das outras e que todas são compostas de elementos. Como os elementos se combinam para formar substâncias compostas, e como essas substâncias diferem umas das outras, deve haver elementos diferentes: em outras palavras, "b ou a não pode ser o mesmo que ba".

## Número de motores
Perto do final da Metafísica, Livro Λ, Aristóteles introduz uma pergunta surpreendente, perguntando "se devemos supor um desses [motores] ou mais de um, e se o último, quantos". Aristóteles conclui que o número de todos os motores é igual ao número de movimentos separados, e podemos determiná-los considerando a ciência matemática mais semelhante à filosofia, isto é, astronomia. Embora os matemáticos difiram no número de movimentos, Aristóteles considera que o número de esferas celestes seria 47 ou 55. No entanto, ele conclui sua Metafísica, Livro Λ, com uma citação da Ilíada: "A regra de muitos não é boa; que haja um governante".